# Al Salamah
L’Al Salamah est un yacht à moteur de luxe qui était la propriété du prince d'Arabie saoudite, le  sultan ben Abdelaziz Al Saoud, frère du défunt roi Fahd d'Arabie saoudite.
Au moment de sa construction, il a été le troisième plus grand yacht à moteur dans le monde.  En 2009, il était 5e dans le monde, puis est passé numéro 7 en 2011. 
En 2013, le Al Salamah détient le titre du neuvième plus grand yacht privé du monde, avec ses 139,30 m de long.
L'architecture navale a été confiée à Lürssen Yachts et le design intérieur et extérieur conçu par Terence Disdale Design de Londres.
L’Al Salamah subit un retrofit en 2007 par Lürssen.
À la suite du décès du sultan ben Abdelaziz Al Saoud en octobre 2011, le yacht est à vendre pour 200 millions de dollars. Le yacht est vendu en novembre 2012 au prince héritier et premier ministre du royaume de Bahreïn. Son port d'attache est Abu Dhabi et il navigue sous pavillon des îles Caïmans.

## Construction
L’Al Salamah a commencé à être construit, en 1998, par le chantier naval allemand Howaldtswerke-Deutsche Werft (HDW), à Kiel, mais a été terminé en 1999 par le chantier naval Lürssen de Brême. 
Le projet portait le nom de Mipos pour « Mission Possible ») en raison du délai de livraison très court du navire sous le numéro de coque 13590.
Le yacht est également le deuxième appartenant à un membre de la famille royale ; leur premier yacht était le Prince Abdulaziz, qui a été construit en 1984.

## Conception
L’Al Salamah est un navire privé, et n'est pas disponible pour la location publique.
Sa coque est en acier et sa superstructure en aluminium, avec une largeur de 23,50 m et un tirant d'eau de 4,8 m.
Motorisé par 2 moteurs diesel MTU 20V 1163 TB développant chacun 8 770 ch et alimenté par un réservoir de 840 000 litres, ces derniers propulsent l’Al Salamah à une vitesse maximum de 21,5 nœuds (39,8 km/h) et une vitesse de croisière de 17 nœuds (31,5 km/h) au moyen de 2 hélices.
Parmi les services offerts du navire, il y a un cinéma, une bibliothèque, un centre d'affaires, une hélisurface, un hôpital embarqué entièrement équipé, deux esthéticiennes à temps plein, un gymnase et un spa.
L'espace extérieur est constitué de 3 300 mètres carrés de terrasse en teck. La surface habitable est de 8 000 mètres carrés, équipée de 22 cabines pouvant accueillir 40 invités, est composée de deux suites de propriétaires, 11 cabines VIP et 8 cabines doubles, le tout servi par un équipage de 96 personnes occupant 37 cabines.